# 鬼修女II
《鬼修女II》（英語：The Nun II）是一部2023年美國超自然恐怖片，由麥可·查維斯執導，伊恩·B·戈德堡、理查·奈因和阿克拉·庫珀編寫劇本。該片為2018年電影《鬼修女》的續集，「厲陰宅宇宙」的第九部作品，由泰莎·法蜜嘉、喬納斯·布洛凱、斯托姆·瑞德、安娜·帕普威爾和邦妮·艾倫斯主演。
《鬼修女II》2023年9月6日在馬來西亞上映，9月7日在臺灣、香港、澳門上映，9月8日於美國上映。该片在全球的票房收入超過2.5亿美元，影评人的评价褒贬不一，但普遍认为比前作有所进步。

## 劇情
1956年，聖卡塔修道院事件的四年之後，在法國塔拉斯孔的一座教堂，努瓦雷神父和輔祭男童雅克正在打理教堂。 男童偶然發現地下室暗角似乎有人，告知神父後，二人隨即搜索，然後異象開始發生。正當神父在陰影中彷彿見到一張模糊面孔之際，就被舉到空中點燃，當場燒死，在場只有雅克目睹案發經過。
自從離開羅馬尼亞之後，艾琳修女就在意大利的修道院過着隱居的生活，而莫里斯就去到法國的一所寄宿學校工作。在那裡他結識了一位名叫索菲的年輕女學生，以及她的教師母親凱特。艾琳夢見莫里斯求救，翌日，梵蒂岡的紅衣主教突然到訪，告知她當年的魔鬼已重現人間，近日在歐洲多地的一系列神秘死亡事件都與其有關，要求她出山調查魔鬼的真正意圖，並將其趕回地獄。艾琳即時拒絕，但當知道她是教會裏曾擊敗魔鬼的人當中唯一在世者後，只好無奈接受任命。當艾琳前往塔拉斯孔時，年輕的見習修女黛布拉私下出逃，未經修道院許可就跟她結伴上路。
兩人在塔拉斯孔調查時，艾琳出現了一個幻象，她跟隨輔祭男童雅克進入一條小巷，最終遇上魔鬼瓦拉克。翌日早上，修女黛布拉告訴艾琳，雅克曾經找過她，並交給了她努瓦雷神父身上的紋鏈。與此同時，在寄宿學校，蘇菲被女童黨欺凌，被騙入學校禁止進入的廢棄教堂玩遊戲。女童黨要她看着彩繪馬賽克上的山羊。陽光透過馬賽克照射進來，把山羊的眼睛照得發紅。如果她把目光移開，魔鬼就會出現在她身邊。 
艾琳和黛布拉前往教皇宮的天主教檔案館調查神父紋鏈上的神秘徽章。檔案管理員告訴他們，紋鏈上的徽章是聖露西的家族紋章。惡魔之所以殺害聖露西的後裔，是因為要尋找一件古老的聖物——聖露西的眼睛。檔案管理員甚至可以斷定他們正在追尋的魔鬼或許曾是天使，墮落後想要重拾力量。而這件聖物據說最後被埋在一座修道院裏，後來修道院被改成釀酒廠，現在則是一所寄宿學校。
艾琳和黛布拉趕去學校，正好碰見莫里斯。艾琳告訴他早在聖卡塔時已被魔鬼附身，莫里斯深感震驚，同時開始感覺不適，隨後就被惡魔控制並攻擊艾琳和黛布拉。二人合力打昏並綁好莫里斯。在學校的教堂裡，眾人一同找尋聖物。索菲向艾琳、黛布拉和凱特展示了同學們讓她玩的遊戲，黛布拉用手電筒使馬賽克上山羊的眼睛發出紅光。紅光指向地上，經過一輪挖掘，艾琳最終找到了聖物。
為保護女學生們免受惡魔的侵害，黛布拉和凱特與艾琳和蘇菲分開。惡魔喚醒莫里斯，使其掙脫並攻擊艾琳，而索菲則趁機抓起聖物逃跑。莫里斯追趕蘇菲，導致鐘樓倒塌。艾琳在裡面找到了索菲，黛布拉與兩人重聚。艾琳使用聖物打倒了惡魔附身的莫里斯，但暈倒的莫里斯突然奪走聖物。魔鬼將艾琳舉到空中並點燃她，但沒有成功。
艾琳利用她的記憶和對母親的愛來拯救自己。她看到紅酒浸滿地上，想起學校曾經是一座釀酒廠。艾琳和黛布拉即時祈禱，將紅酒變成了耶穌寶血，並將瓦拉克打落地獄。
片尾彩蛋中，華倫夫婦現身，接到一通電話，得知有案件需要他們處理。

## 演員
| 演員                                 | 角色                      | 備註 |
| 泰莎·法蜜嘉 Taissa Farmiga           | 艾琳修女 Sister Irene     | 一個能通靈的見習修女，聖露西的後裔。時隔4年成長許多，依舊善良親切，也變得更堅強，現在在義大利過著隱居的生活，她沒想到鬼修女瓦拉克附身在拯救她的朋友莫里斯身上，所以就算再不願意也得放手一搏，完成任務。                                          |
| 喬納斯·布洛凱 Jonas Bloquet          | 莫里斯 Maurice Theriault  | 艾琳修女在卡拉塔修道院事件並肩作戰的伙伴，事后成为修女瓦拉克在人间的器皿。 |
| 斯托姆·瑞德 Storm Reid               | 黛布拉修女 Sister Debra   | 見習修女，母親死於大火後，她的父親把她送到修道院修行；雖然黛博拉並不喜歡當修女，但她必須跳脫成見，並壓下心中恐懼，在危急時刻找到自己的信仰。艾琳修女起初不想讓黛博拉修女加入這趟旅程，但黛博拉修女很堅強、不會盲目聽令，成為艾琳修女強大的後盾。 |
| 安娜·帕波维尔 Anna Popplewell        | 凯特 Kate                 | 一名教师，苏菲的母亲。 |
| 凯特琳·罗斯·道尼 Katelyn Rose Downey | 苏菲 Sophie               | 寄宿学校的学生之一，凯特的女儿。 |
| 苏珊妮·伯蒂什 Suzanne Bertish        | 洛朗夫人 Madamme Laurent  | 寄宿学校的夫人。 |
| 邦妮·艾倫斯 Bonnie Aarons            | 瓦拉克／鬼修女            | 曾被封印於修道院地獄之門中的魔鬼，擁有附身等能力。有著強大的邪惡力量。以前是個天使，但後來被上帝拋棄，才墮落成惡魔，變成現在這副模樣。 |
| 彼得·哈德森 Peter Hudson             | 雷德利神父 Father Ridley  | 梵蒂岡主教。 |
| 派翠克·威爾森 Patrick Wilson         | 艾德·華倫 Ed Warren       | 超自然現象調查者，為天主教唯一認可的未受聖職（無神父頭銜）的驅魔師，富有同情心和責任心，片尾客串。 |
| 薇拉·法蜜嘉 Vera Farmiga             | 蘿琳·華倫 Lorraine Warren | 艾德的妻子，也是艾德辦案時的最佳搭檔，擁有與生俱來的陰陽眼，能夠看見普通人肉眼看不見的事物，聖露西的後裔，片尾客串。 |
| 史特琳·潔林斯 Sterling Jerins        | 茱蒂·華倫 Judy Warren     | 艾德和蘿琳的女兒，片尾客串。 |

## 製作

### 發展
2017年8月，溫子仁探討有關《鬼修女》續集的可能性以及其故事。2019年4月，彼得·沙佛朗宣布續集正在開發中。同月，阿克拉·庫珀簽約擔任編劇，而沙佛朗和溫子仁將擔任製片人。2022年4月，華納兄弟於2022年電影博覽上正式宣布該片為即將上映的電影之一。同月，宣布電影將由麥可·查維斯執導。2022年9月，斯托姆·瑞德參演。2022年10月，確認泰莎·法蜜嘉和喬納斯·布洛凱回歸出演。同月，安娜·帕普威爾參演。

### 拍攝
該片於2022年4月29日開始進行主體拍攝。邦妮·艾倫斯確認回歸飾演瓦拉克。

## 迴響

### 票房
| 上一届： 《奧本海默》 | 2023年香港一週票房冠軍 第36週 | 下一届： 《威尼斯謀殺案》 |
| 上一届： 《奧本海默》 | 2023年香港週末票房冠軍 第37週 | 下一届： 《威尼斯謀殺案》 |

## 外部連結
- 官方网站
- 互联网电影数据库（IMDb）上《鬼修女II》的资料（英文）
- 爛番茄上《The Nun II》的資料（英文）
- 豆瓣电影上《鬼修女II》的資料 （简体中文）